# أمبلمنشن

أمبيلمانشن ألمانيا الشرقية

أمبيلمانشن Ampelmännchen (تُلفظ بالألمانية: [ˈampl̩ˌmɛnçən]  ( سماع) حرفيا رجل إشارة المرور، ضآلة من Ampelmann هو الرمز على إشارات المشاة في ألمانيا. قبل إعادة توحيد ألمانيا في عام 1989، كان لدى الدولتين الألمانيتين أشكال مختلفة لأمبيلمانشن، مكونة من شخصية إنسانية عامة في ألمانيا الغربية، وشخصية «ذكر» عمومًا ترتدي قبعة في الشرق.
يعد أمبيلمانشن رمزًا محبوبًا في ألمانيا الشرقية، «يتمتع [بوضعه المميز بكونه واحدًا من الميزات القليلة لألمانيا الشرقية الشيوعية التي نجت من نهاية الستار الحديدي مع بقاء شعبيته سالمة». بعد سقوط حائط برلين، حصل أمبيلمانشن على مكانة مميزة وأصبح عنصرًا تذكارًا شعبيًا في قطاع السياحة.

## مفهوم وتصميم

اقتراح Karl Peglau لتخطيط إشارات المرور (يسار) مقارنة بإشارات المرور الحديثة (يمين)

أقيمت أول إشارات المرور عند معابر المشاة في الخمسينيات من القرن الماضي، وطورت العديد من الدول تصميمات مختلفة (والتي تم توحيدها في النهاية). في ذلك الوقت، كانت إشارات المرور هي نفسها بالنسبة للسيارات والدراجات والمشاة. تم إنشاء شرق برلين أمبيلمانشن في عام 1961 من قبل عالم النفس المروري كارل بيجلاو (1927-2009) كجزء من اقتراح لتخطيط إشارات المرور الجديدة. انتقد بيجلاو حقيقة أن الألوان القياسية لإشارات المرور (الأحمر والأصفر والأخضر) لم توفر لمستخدمي الطريق الذين لم يتمكنوا من التمييز بين الألوان (10 في المئة من مجموع السكان)؛ وأن الأضواء نفسها كانت صغيرة للغاية وضعيفة عند تعرضها لضوء الإعلانات المضيئة وأشعة الشمس. اقترح بيجلاو الإبقاء على الألوان الثلاثة مع تصميم أشكال بديهية لكل ضوء ملون. حصلت هذه الفكرة على دعم قوي من العديد من الجوانب، لكن شكلت خطط بيجلاو مشكلة متمثلة بالتكاليف المرتفعة المرتبطة باستبدال البنية التحتية الحالية لحركة المرور.

## التاريخ بعد لم الشمل

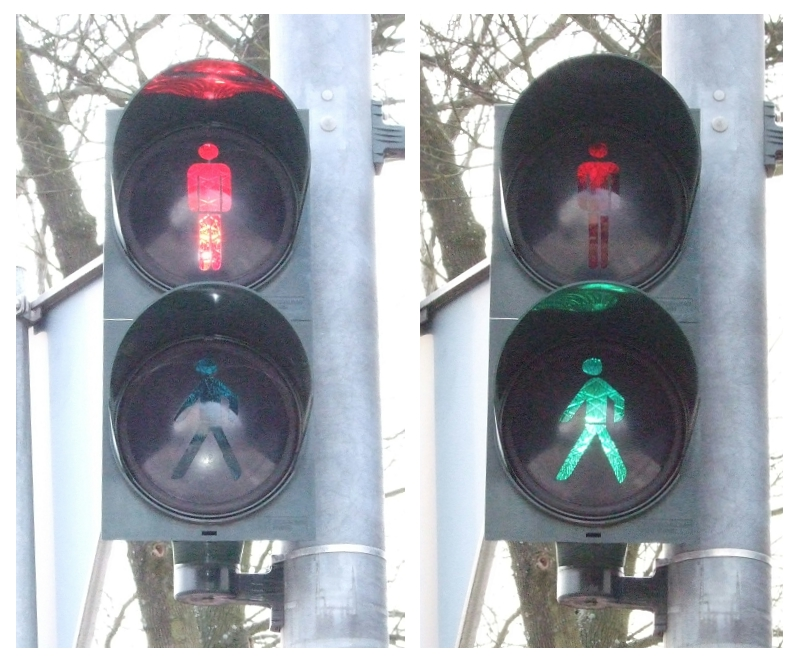
إشارات المرور الألمانية أمبيلمانشن في شيمنيتز

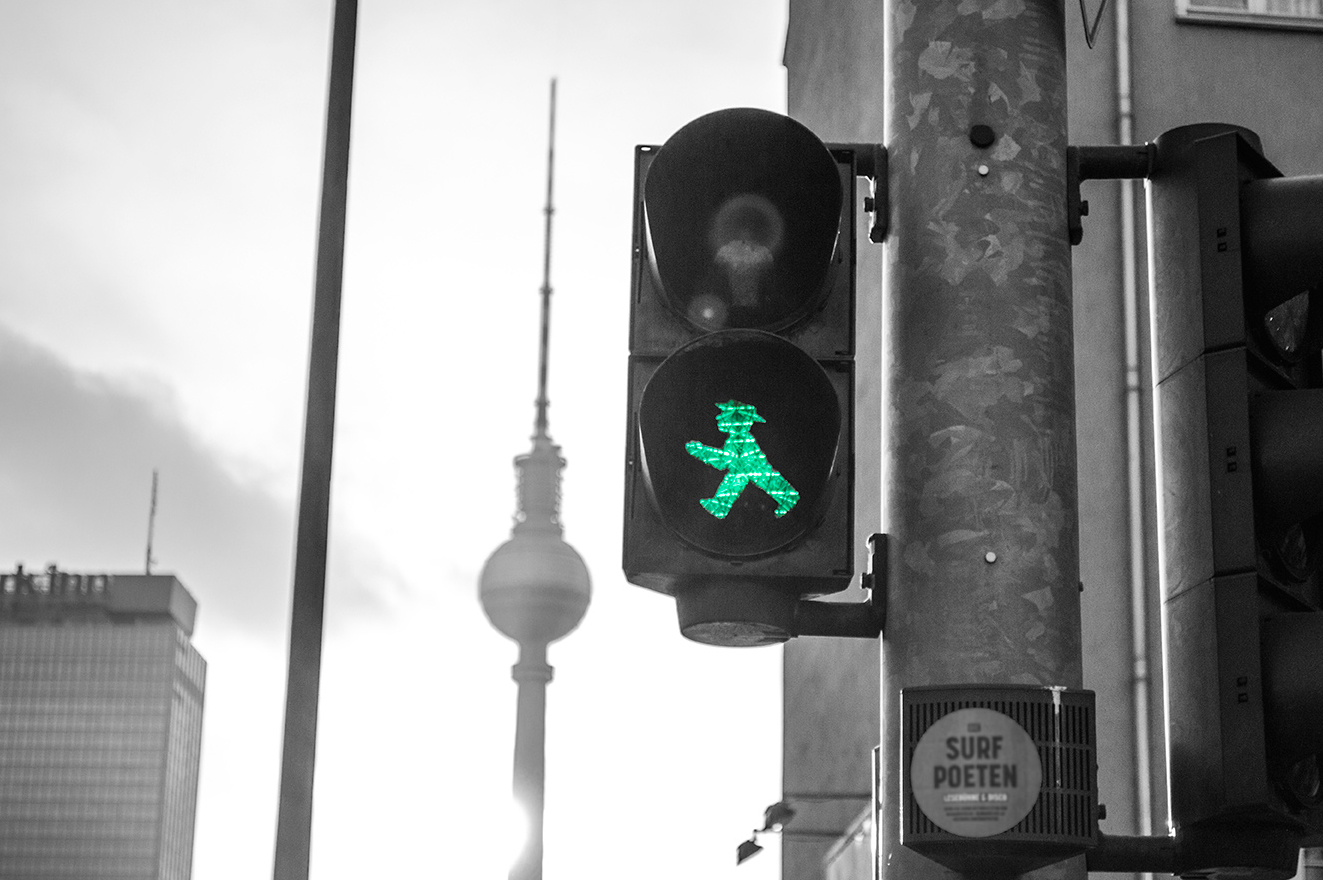
أمبيلمانشن في برلين

بعد توحيد ألمانيا في عام 1990، كانت هناك محاولات لتوحيد جميع إشارات المرور كتلك الأشكال المستخدمة في ألمانيا الغربية. تم تفكيك واستبدال علامات الشوارع في ألمانيا الشرقية وإشارات المرور بسبب اختلاف الخطوط في البلدين الألمانيين السابقين. اختفت برامج تعليم الطرق لألمانيا الشرقية التي تضم برنامج أمبيلمانشن. أدى هذا إلى دعوات لإنقاذ اشارات أمبيلمانشن لألمانيا الشرقية كجزء من ثقافة ألمانيا الشرقية والمحافظة عليه.   جرت حملات التضامن الأولى لأمبيلمانشن في برلين في أوائل عام 1995.
ماركوس هيكهاوزن، مصمم جرافيك من مدينة توبنجن الألمانية الغربية ومؤسس شركة Ampelmann GmbH في برلين،  لاحظ لأول مرة أمبيلمانشن خلال زياراته إلى برلين الشرقية في الثمانينيات. عندما كان يبحث عن إمكانيات تصميم جديدة في عام 1995، كان لديه فكرة لجمع أمبيلمانشن المفككة وبناء مصابيح. لكنه واجه صعوبة في العثور على أمبيلمانشن القديمة واتصل في النهاية بـ VEB Signaltechnik السابق (الآن Signaltechnik Roßberg GmbH) فيما يتعلق بمخزونهم الزائد. كانت الشركة لا تزال تنتج أمبيلمانشن، وكانت تحب أفكار Heckhausen التسويقية. احتضن الجمهور نماذج ستة مصابيح Heckhausen الأولى. نشرت الصحف المحلية مقالات على صفحة كاملة، تليها مقالات في الصحف الوطنية والمجلات المصممة. استخدمت صحيفة الألمانية اليومية الناجحة المسلسل التلفزيوني الطويل أوقات جيدة، أوقات سيئة، مصباح أمبيلمانشن في المقهى الخاص بهم.

## معرض صور

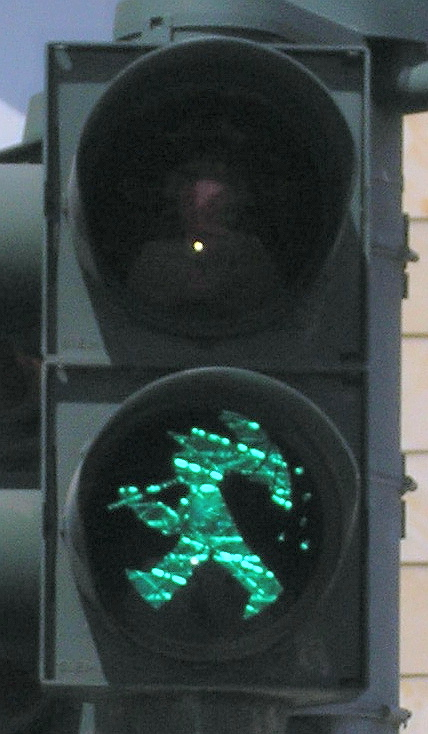
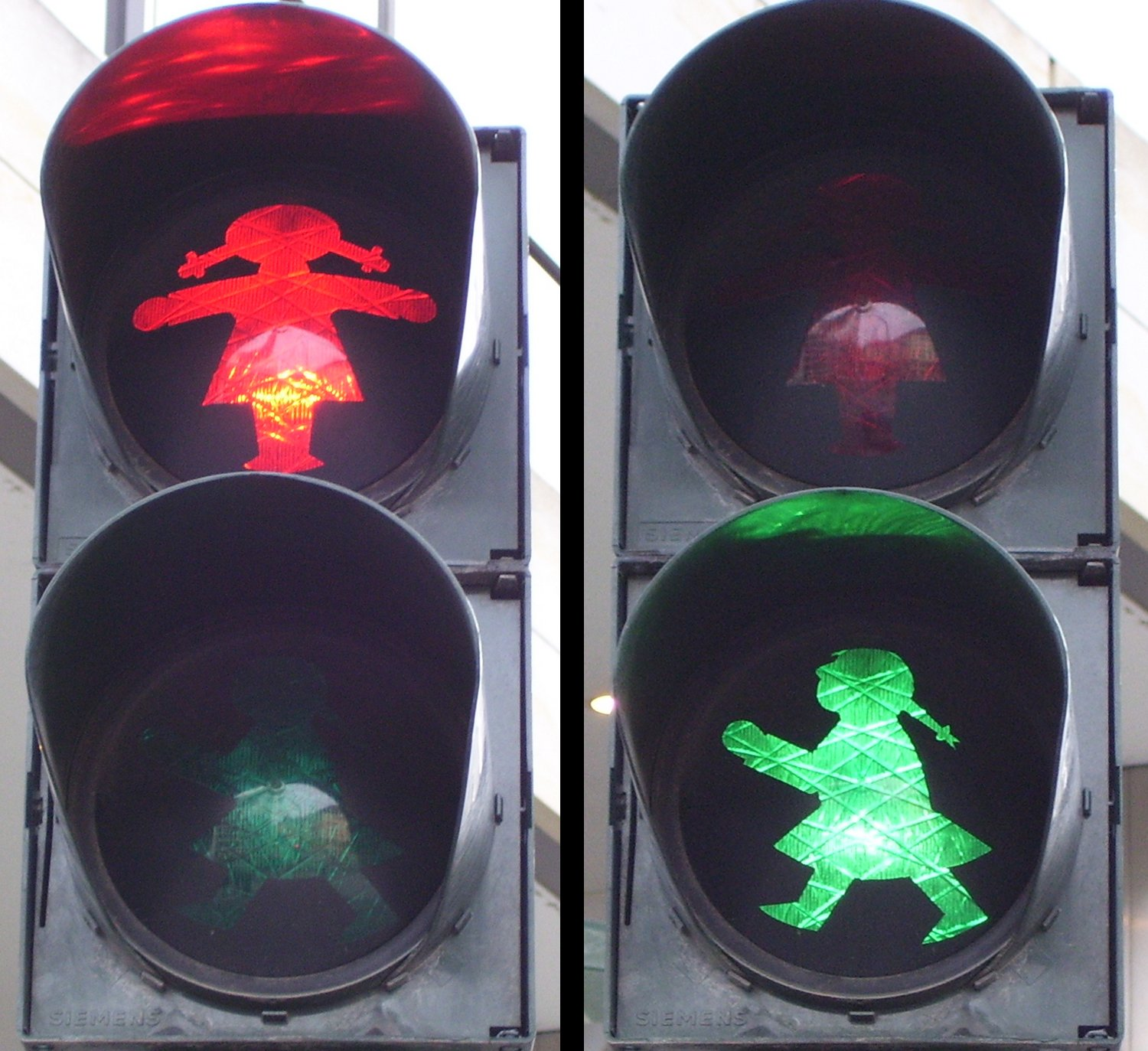
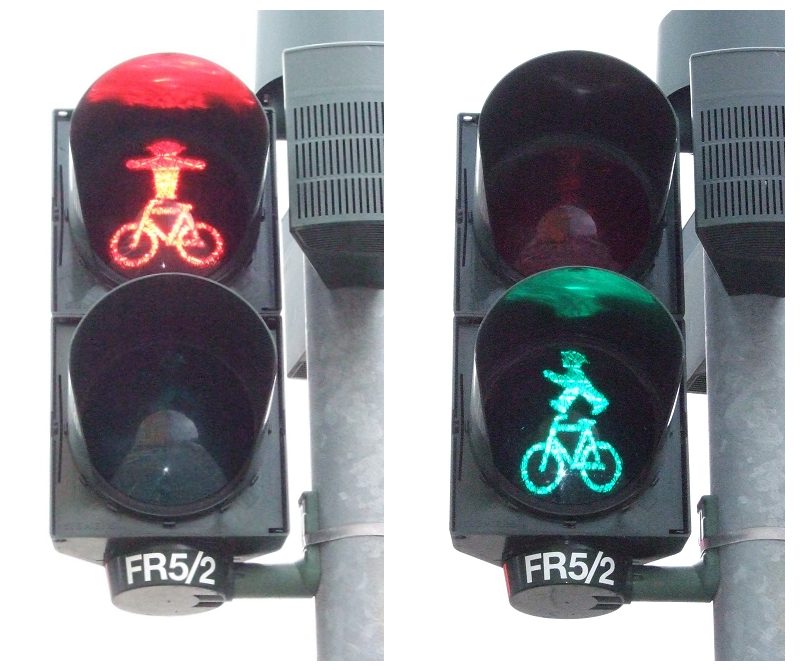
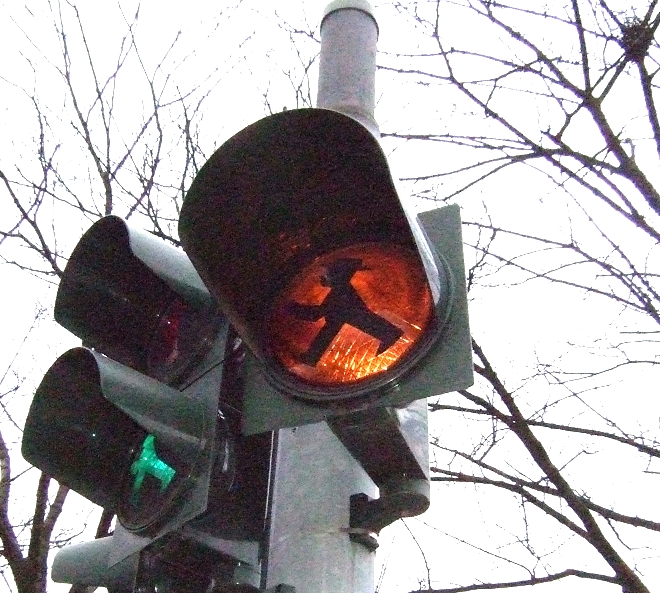

## روابط خارجية
- شركة أمبيلمان الأصلية التي صنعتها في الأصل
- Ampelmann في ampelmann.de